# McIntosh (Dakota del Sur)
McIntosh es una ciudad ubicada en el condado de Corson en el estado estadounidense de Dakota del Sur. En el Censo de 2010 tenía una población de 173 habitantes y una densidad poblacional de 86,97 personas por km².

## Geografía
McIntosh se encuentra ubicada en las coordenadas 45°55′16″N 101°20′55″O / 45.92111, -101.34861. Según la Oficina del Censo de los Estados Unidos, McIntosh tiene una superficie total de 1.99 km², de la cual 1.89 km² corresponden a tierra firme y (4.95%) 0.1 km² es agua.

## Demografía
Según el censo de 2010, había 173 personas residiendo en McIntosh. La densidad de población era de 86,97 hab./km². De los 173 habitantes, McIntosh estaba compuesto por el 76.3% blancos, el 0% eran afroamericanos, el 19.08% eran amerindios, el 0.58% eran asiáticos, el 0% eran isleños del Pacífico, el 0.58% eran de otras razas y el 3.47% pertenecían a dos o más razas. Del total de la población el 2.31% eran hispanos o latinos de cualquier raza.